# Канненберг, Бернд
Бернд Герхард Канненберг (нем. Bernd Gerhard Kannenberg; 20 августа 1942, Кёнигсберг — 13 января 2021, Мюнстер, Северный Рейн-Вестфалия) — немецкий легкоатлет (спортивная ходьба), чемпион Олимпийских игр, участник двух Олимпиад.

## Спортивная карьера
Бернд Канненберг до 27 лет увлекался лёгкой атлетикой на любительском уровне и лишь после 1969 года стал заниматься этим видом спорта профессионально. Уже через три года в мае 1972 года он улучшил мировой рекорд в ходьбе на 50 км более чем на восемь минут.
В составе олимпийской сборной ФРГ выиграл золото в спортивной ходьбе 50 км на Олимпийских играх 1972 года в Мюнхене с новым олимпийским рекордом  3: 56: 11,6. Являясь военнослужащим, за эту победу он получил звание старшего сержанта, также был удостоен серебряного лаврового листа. Служил в спортивной школе бундесвера в Варендорфе.
Два года спустя он добился ещё одного большого успеха, финишировав вторым в ходьбе на 20 км на чемпионате Европы в Риме с результатом 1: 29: 38,2.
Является золотым (1973), серебряным (1975) и бронзовым (1970) призёром Кубка мира по спортивной ходьбе.
Канненберг трижды за свою карьеру становился чемпионом Германии в ходьбе на 50 км (1972, 1973, 1975) и ходьбе на 20 км (1972, 1974, 1975). Он выигрывал и чемпионаты Германии в командных соревнованиях: дважды на дистанции 20 км (1972, 1975) и трижды на дистанции 50 км (1971, 1972, 1975).
Принимал участие в Олимпийских играх 1976 года в Монреале в ходьбе на 20 км, однако до финиша не дошёл из-за сильной боли. К концу спортивной карьеры, которая длилась до 1978 года, сильно подорвал здоровье паховой грыжей.
В 1974 году он был удостоен Мемориальной премии Рудольфа Харбига.
После завершения карьеры спортсмена долгое время работал тренером национальной сборной Германии по спортивной ходьбе.

## Жизнь до спортивной карьеры
В 1945 году, во время Второй мировой войны при бегстве из Кёнигсберга младенцем выжил при потоплении лайнера «Вильгельм Густлофф» со своим двоюродным братом, его родная бабушка утонула. Затем семья поселились в Тюрингии. В 1955 году Канненберг переехал в Западную Германию.